# Peter Frampton (maquiador)
Peter Frampton (Londres) é um maquiador britânico. Venceu o Oscar de melhor maquiagem e penteados na edição de 1996 por Braveheart, ao lado de Lois Burwell e Paul Pattison.